# Anuschka Tischer
Pour les articles homonymes, voir Tischer.
Anuschka Tischer (née le 30 juillet 1968 à Arnsberg (Rhénanie-du-Nord-Westphalie), Allemagne) est professeur d'histoire à l'Université de Wurtzbourg. Avant, elle travaillait comme lectrice d'histoire de la Robert Bosch fondation à l'université de Rīga, Lettonie ainsi qu'assistante scientifique à la Philipps-Universitaet à Marbourg.
Tischer a atteint  son Dr. phil. en 1998 pour sa dissertation sur les différences entre la politique extérieure de Richelieu et celle de Mazarin, illustrées à l'exemple de la diplomatie française concernant la paix de Westphalie. Elle a été collaboratrice de recherche pour la série d'édition Acta Pacis Wesphalicae et a mené des recherches sur la diplomatie française et le congrès de paix de Westphalie. Elle travaille actuellement sur la réception des Lumières en Livonie ainsi que lors sur la guerre française-espagnole[Laquelle ?], surtout en la mettant en rapport avec la Fronde.